# 7584 Ossietzky
7584 Ossietzky este un asteroid din centura principală de asteroizi.

## Descriere
7584 Ossietzky este un asteroid din centura principală de asteroizi. A fost descoperit pe 9 aprilie 1991 la Tautenburg de Freimut Börngen. El prezintă o orbită caracterizată de o semiaxă mare de 2,89 ua, o excentricitate de 0,08 și o înclinație de 3,3° în raport cu ecliptica.